# Rattus pelurus
Rattus pelurus  (Sody, 1941) è un roditore della famiglia dei Muridi endemico dell'isola di Peleng, Indonesia.

## Descrizione

### Dimensioni
Roditore di grandi dimensioni, con la lunghezza della testa e del corpo tra 236 e 267 mm, la lunghezza della coda tra 245 e 297 mm, la lunghezza del piede tra 44 e 45 mm e la lunghezza delle orecchie tra 24 e 26 mm.

### Aspetto
La pelliccia è lunga e ruvida, cosparsa di peli nerastri estremamente lunghi e soffici peli spinosi. Le parti superiori sono bruno-grigiastre, mentre le parti ventrali sono grigie. Le orecchie sono marroni chiare. I piedi sono larghi. La coda è più lunga della testa e del corpo, è nerastra con l'estremità biancastra. Le femmine hanno due coppie di mammelle pettorali e due inguinali.

## Biologia

### Comportamento
È una specie terricola.

## Distribuzione e habitat
Questa specie è conosciuta soltanto da alcuni esemplari catturati sull'Isola di Peleng, lungo le coste orientali di Sulawesi.
Vive probabilmente nelle foreste.

## Conservazione
La IUCN Red List, considerata la mancanza di informazioni recenti sullo stato della popolazione e sul proprio habitat, classifica R.pelurus come specie con dati insufficienti (DD).